# Propyläen Kunstgeschichte
Die Propyläen Kunstgeschichte (häufig abgekürzt: PKG) ist ein deutschsprachiges Standardwerk zur Kunstgeschichte und Archäologie, das im Propyläen Verlag erschienen ist.

## Geschichte

### Erste Ausgabe
Erstmals wurde die Propyläen Kunstgeschichte in 24 Bänden von 1923 bis 1944 verlegt. Die Erstausgabe umfasste eine Auflage von 5.000 Exemplaren.
Gliederung des Werks
1. Gerhart Rodenwaldt: Die Kunst der Antike (Hellas und Rom). 1927
2. Max Hauttmann: Die Kunst des frühen Mittelalters. 1929
3. Heinrich Glück, Ernst Diez: Die Kunst des Islam. 1925
4. Paul Schubring: Die Kunst der Hochrenaissance in Italien. 1926
5. Ergänzungsband: Adolf Feulner: Kunstgeschichte des Möbels. 1927
6. Ergänzungsband: Friedrich H. Hofmann: Das Porzellan der europäischen Manufakturen im XVIII. Jahrhundert. Eine Kunst- und Kulturgeschichte. 1932

### Zweite Ausgabe

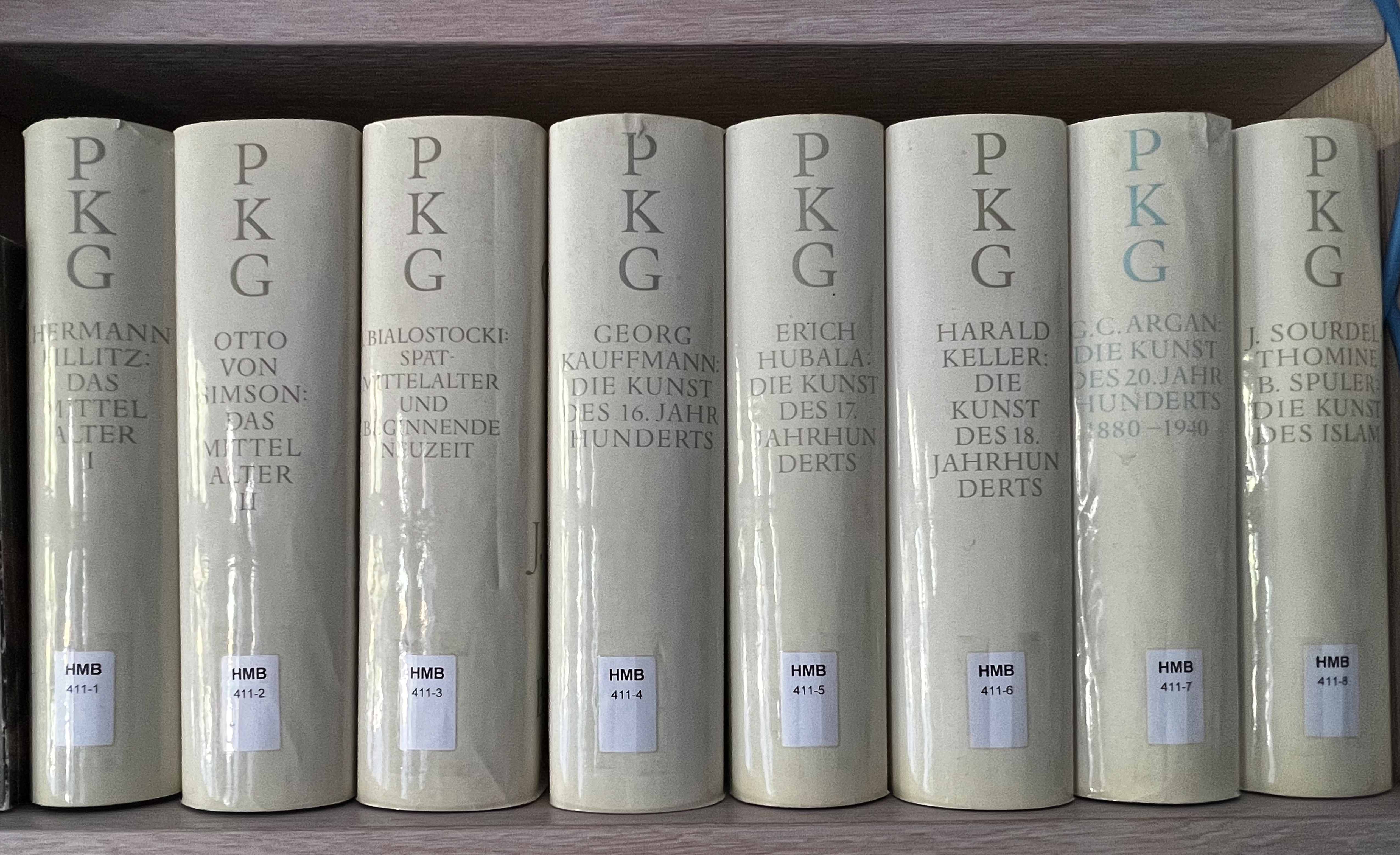
Einige Bände der zweiten Ausgabe

Eine weitere Ausgabe in 18 Bänden erfolgte von 1966 bis 1983. Herausgeben wurden sie unter Beratung von Kurt Bittel, Jan Fontein, Harald Keller, Fritz Novotny, Otto von Simson, Wolfgang Fritz Volbach, Stephan Waetzoldt und Rudolf Zeitler. Diese Ausgabe wurde 1984–85 in verkleinertem Format nachgedruckt. 1990 brachte der Verlag eine zwölfbändige verbilligte, nochmals verkleinerte Sonderausgabe heraus.
Sie gilt bis heute als das umfassend fundierte Werk über die Entwicklung der Kunst in der Geschichte Europas und der Welt in deutscher Sprache. Jeder Band besteht aus einer ca. 150 Seiten langen Einleitung, die in die Geschichte der jeweiligen Epoche einführt und deren kunsthistorische Besonderheiten in differenzierten Aspekten in Form einzelner Artikel verschiedener Autoren beleuchtet werden. Daran schließt sich ein Tafelteil mit ca. 400 Schwarzweiß-Abbildungen und etwa 60 Farbtafeln an, die ihrerseits wiederum mit Begleittexten und Künstlerviten von insgesamt ca. 250 zweispaltigen Seiten erläutert werden und mit weiterführenden Literaturangaben versehen sind. Den Abschluss bildet in jedem Band ein ausführlicher Anhang mit Bibliografie und Register.
Gliederung des Werks
Das Werk umfasst in der ab 1966 erschienenen zweiten Ausgabe 18 Bände, fünf Supplementbände und drei Sonderbände.
Das Hauptwerk gliedert sich in zwei Abteilungen. Die erste Abteilung umfasst zwölf Bände und befasst sich mit der Kunst der klassischen Welt, des Mittelalters und des Abendlandes. Die zweite Abteilung umfasst sechs Bände und befasst sich mit der außereuropäischen und prähistorischen Kunst.
1. Karl Schefold: Die Griechen und ihre Nachbarn, 1967.
2. Theodor Kraus: Das römische Weltreich, 1967.
3. Wolfgang Fritz Volbach und Jacqueline Lafontaine-Dosogne: Byzanz und der christliche Osten, 1968.
4. Janine Sourdel-Thomine und Bertold Spuler: Die Kunst des Islam, 1968.
5. Hermann Fillitz: Das Mittelalter I, 1969.
6. Otto von Simson: Das Mittelalter II: Das Hohe Mittelalter, 1972.
7. Jan Białostocki: Spätmittelalter und beginnende Neuzeit, 1967.
8. Georg Kauffmann: Die Kunst des 16. Jahrhunderts, 1970.
9. Erich Hubala: Die Kunst des 17. Jahrhunderts, 1970.
10. Harald Keller: Die Kunst des 18. Jahrhunderts, 1971.
11. Rudolf Zeitler: Die Kunst des 19. Jahrhunderts, 1966.
12. Giulio Carlo Argan: Die Kunst des 20. Jahrhunderts 1880–1940, 1977.
13. Machteld J. Mellink und Jan Filip: Die frühen Stufen der Kunst, 1975.
14. Winfried Orthmann: Der alte Orient, 1975.
15. Claude Vandersleyen: Die Kunst Ägyptens, 1975.
16. Herbert Härtel und Jeannine Auboyer: Indien und Südostasien, 1971.
17. Jan Fontein und Rose Hempel: China, Korea, Japan, 1968.
18. Gordon R. Willey: Das Alte Amerika, 1974.

Hinzu treten die 1977 bis 1980 erschienenen fünf Supplementbände.
1. Beat Brenk: Spätantike und frühes Christentum, 1977.
2. Edward Lucie-Smith: Kunst der Gegenwart, 1978.
3. Elsy Leuzinger: Kunst der Naturvölker, 1978.
4. Helmut Roth: Kunst der Völkerwanderungszeit, 1979.
5. Bernward Deneke: Europäische Volkskunst, 1980.

Ferner erschienen drei Sonderbände.
1. Friedrich H. Hofmann: Das Porzellan der europäischen Manufakturen, 1980 (Nachdruck der Ausgabe von 1932).
2. Adolf Feulner: Kunstgeschichte des Möbels, 1980 (Nachdruck der Ausgabe von 1927).
3. Helmut Gernsheim: Geschichte der Photographie. Die ersten 100 Jahre, 1983.